# Amel Karboul

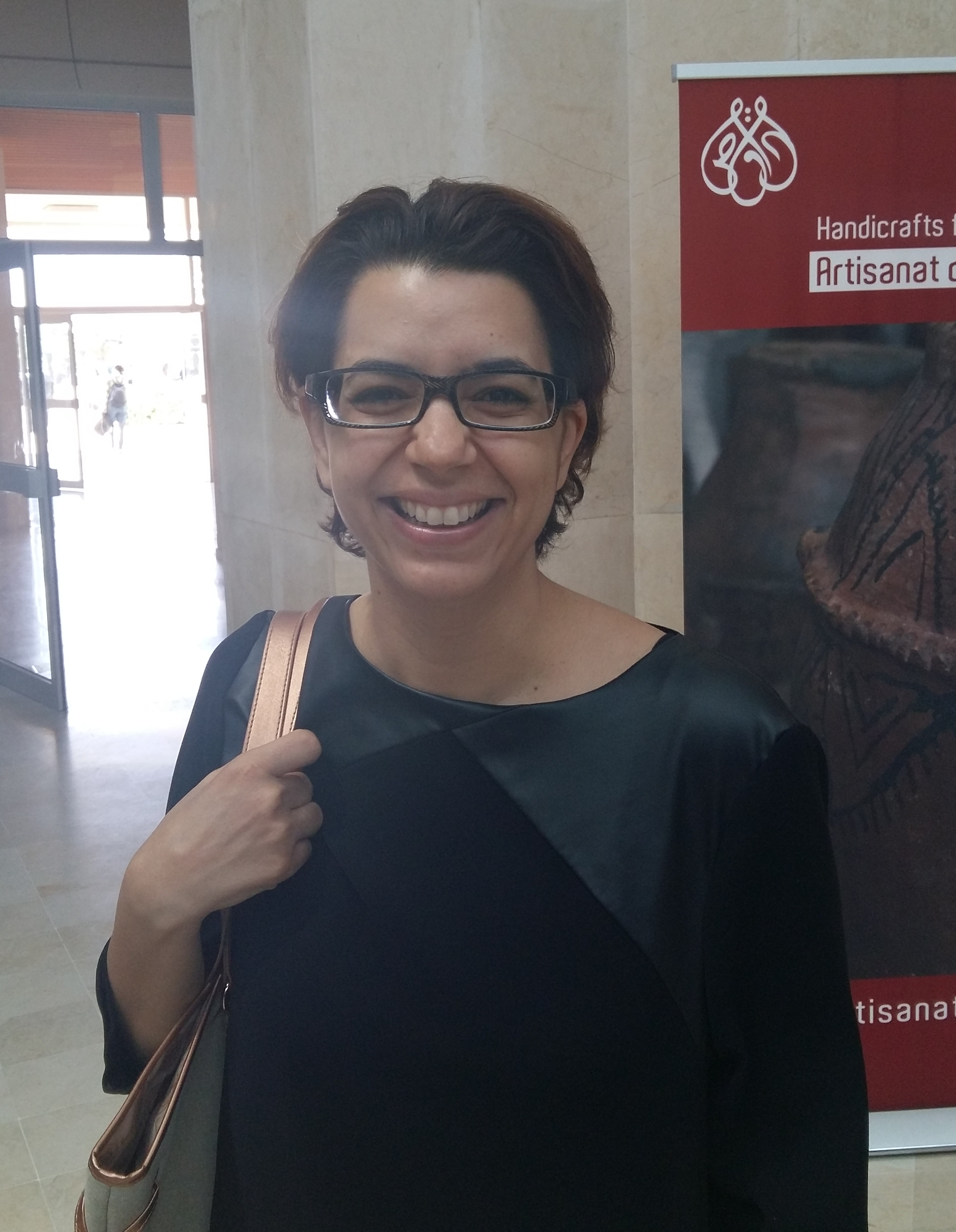
Amel Karboul (2015)

Amel Karboul (arabisch آمال كربول, DMG Āmāl Karbūl; * 25. April 1973 in Tunis) ist eine tunesische Unternehmerin, Unternehmensberaterin und Politikerin. Von Januar 2014 bis Februar 2015 war sie Ministerin für Tourismus in Tunesien.

## Leben und Wirken
Die Tochter eines politischen Beamten wuchs in Tunesien auf und wurde in Europa und in den Vereinigten Staaten ausgebildet. 1991 kam sie mit einem DAAD-Stipendium nach Deutschland, lernte in Heidelberg die deutsche Sprache, studierte Maschinenbau an der Universität Karlsruhe und erlangte 1996 den Master-Abschluss. Anschließend arbeitete sie für die Corporate University von Daimler-Chrysler in den Vereinigten Staaten, in Südafrika, in Singapur und in Deutschland, für die Boston Consulting Group in Deutschland und für die Beratergruppe Neuwaldegg in Wien. Sie absolvierte ein postgraduales Studium in Volkswirtschaftslehre in den Vereinigten Staaten und mehrere Weiterbildungsprogramme in Deutschland, Schweden und Österreich. Zertifikate erlangte sie unter anderem am Institut für Fort- und Weiterbildung in München und am Center for Creative Leadership in Greensboro, North Carolina.
2007 war sie Mitgründerin des Beratungsunternehmens „Change, Leadership & Partners“ mit Sitz in Tunis, Köln und London. Sie ist Mitglied des Duke Corporate Education Global Learning Resource Network in den Vereinigten Staaten und im Vereinigten Königreich, Gastdozentin an der ZfU International Business School in der Schweiz, Mitglied der Strategic Management Society und der International Coach Federation. Seit 2013 ist sie pro-bono-Botschafterin der BMW Stiftung Herbert Quandt in Berlin und London.
Vom 29. Januar 2014 an war sie Ministerin für Tourismus der tunesischen Übergangsregierung unter Ministerpräsident Mehdi Jomaâ. Am 6. Februar 2015 wurde sie mit der Übergabe der Regierung an das nachfolgende Kabinett Essid von Selma Elloumi Rekik abgelöst.

## Ausbildung und Werdegang
Karboul besuchte die Universität Karlsruhe in Deutschland, wo sie 1996 als Diplom-Ingenieurin in Maschinenbau mit Auszeichnung abschloss. 2002 erhielt sie ein systematisches Coaching-Zertifikat von der IFW München. Später machte sie ihren Doktor in Coaching und Mentoring an der Oxford Brookes Universität in Großbritannien.
Karboul ist momentan eingeschrieben beim Executive Master of Public Education program an der London School of Economics and Political Science, welches sie voraussichtlich 2018 abschließen wird.
Während ihrer Karriere hatte Karboul leitende Positionen bei einer Reihe von weltweit tätigen Unternehmen inne. Sie war Projektleitern für Innovationsmanagement und Lieferantenbeziehungen für Mercedes-Benz in Südafrika und Deutschland, wo sie von 1996 bis Januar 2000 arbeitete. Zusätzlich zu ihrer Arbeit mit Mercedes-Benz war sie bis 2001 auch Managerin für Wissenstransfer und Führungsentwicklung an der DaimlerChrysler Universität in den USA, Singapur und Deutschland.
2001 wurde Karboul strategische Beraterin für die Boston Consulting Group in Deutschland. In einem Interview sagte sie: „Anfangs fühlte ich mich zur Beratung hingezogen – und zu BCG im Besonderen – wegen der Vielfalt an Aufgaben und der Möglichkeit dazuzulernen. Ich hatte das Gefühl, dass die Beratung mir helfen würde meinen beruflichen Horizont zu erweitern, indem ich Einblicke in unterschiedliche Industriebranchen bekam und ich mit verschiedenen Fertigkeiten und Herangehensweisen konfrontiert wurde.“
Von 2002 bis 2007 war Karboul erst Seniorberaterin und wurde später befördert zum Managing Partner der Beratungsgesellschaft Neuwaldegg in Wien. Ihre ersten Aufgaben in der Firma waren technologischer und soziologischer Natur, außerdem Systemveränderungen durch Organisations- und Führungsentwicklung.
2007 gründete Karboul die internationale Führungs- und Veränderungsberatungsfirma Change, Leadership and Partners. Laut Website widmet sich die Beratungsfirma Führungskräften und Organisationen weltweit, um eine erstrebenswertere und nachhaltigere Zukunft aufzubauen. Das Unternehmen hat Büros in Tunis, Köln und London.
Karboul wurde 2012 für ihr Unternehmenscoaching beim ESMT/KDVI Coaching Colloquium in Berlin gewürdigt, wo ihr der „2012 Best Coaching Colloquium Case Award“ verliehen wurde. Konstantin Korotov und Andreas Bernhard von der ESMT führten Karbouls Forschung und deren Lern- und Entwicklungseinfluss auf die Coaching-Gemeinschaft mit als Gründe an, warum sie für den Preis auserkoren worden war. „Ich kann Ihnen sagen, dass es für ein Spitzenteam, das lieber seine eigenen Defekte leugnet, und dadurch ein milliardenschweres Investment in Gefahr bringt, ein wichtiger Schritt ist, sich zu öffnen und in den Spiegel zu sehen“, sagte Karboul über ihren Fall. „Es ging nicht darum sich ‘besser zu fühlen’, sondern ein leistungsstarkes Spitzenteam zu erschaffen, welches das Unternehmen in Krisenzeiten führen kann. Es ging darum Egos zu überwinden und einen Raum zu schaffen für unterschiedliche Perspektiven und Wahrheiten. Zusammen mit dem Team haben wir einen Wendepunkt erreicht.“
Karbouls Coaching von leitenden Angestellten hat auch in verschiedenen deutschen Zeitschriften Anerkennung erfahren, wie z. B. Brand eins, die mehrmals Artikel über sie gebracht hat. Weitere deutsche Publikationen über Karboul beinhalten das Handelsblatt, eine Wirtschafts-Tageszeitung und die Tageszeitung Die Welt.
Karboul war Gastprofessorin bei der Duke Corporate Education, welche für 12 aufeinander folgende Jahre den 1. Platz weltweit belegte in der Ausbildung von Führungskräften, vergeben von der Financial Times. Karboul hat auch an zahlreichen Schulen und Universitäten unterrichtet, wie der ZFU Business School und der Frankfurt University of Applied Sciences.

## Ministerin für Tourismus
Im Januar 2014 wurde Karboul zur Ministerin für Tourismus in Tunesien ernannt. Sie war die erste Frau in der tunesischen Geschichte, die diesen Posten innehatte, und diente als jüngstes Kabinettsmitglied unter Premierminister Mehdi Jomaa von Januar 2014 bis Februar 2015.
Während ihrer Rede bei der TEDx Carthage Veranstaltung 2014 erstattete Karboul Bericht über die Einladung, Teil der neuen tunesischen Regierung zu werden. „Vor drei Monaten erhielt ich einen Telefonanruf, der mein Leben veränderte“, so Karboul. „Unser Premierminister Mehdi Jomaa rief mich an und sagte: ‚Tunesien braucht uns. Kommen Sie nach Hause. Kommen Sie zurück, um unsere Nation wieder aufzubauen. Kommen Sie zurück, um Teil eines Start-up-Demokratie-Teams zu werden.‘“
Während einer Sitzung von Tunesiens verfassungsgebender Versammlung wurde eine Kontroverse um Karboul ausgelöst, die der neugewählten Regierung ein Vertrauensvotum geben sollte. Der Vorfall begann, als einige Mitglieder der Versammlung Gerüchte kommentierten, dass sie einst Israel besucht habe.
Mehdi Jomaa verteidigte seine Ministerin, indem er erklärte, dass Karboul besagte Reise nie zu Ende brachte, nachdem sie mehrere Stunden an einem Flughafen befragt worden war, angeblich, weil sie arabischer Herkunft und Muslimin sei. Die neue Regierung gewann letztendlich das Vertrauensvotum der Versammlung. Die neue Regierung von Mehdi Jomaa wurde am 29. Januar 2014 vereidigt. Karboul reichte ihren Rücktritt als Ministerin für Tourismus nur Stunden später ein. „Es ist die Entscheidung des Premierministers meine Entscheidung zu akzeptieren oder nicht“, sagte sie. Jomaa lehnte den Rücktritt ab und bestätigte sein fortwährendes Vertrauen in seine Ministerin.
Karbouls Rolle als Ministerin für Tourismus war, diesen aufzupolieren, welcher 8–12 % Tunesiens BIP repräsentiert und von entscheidender Bedeutung ist für 20 % der Bevölkerung. Sie half ebenfalls transparente Wahlen zu garantieren, und arbeitete an der Durchsetzung einer effektiveren ökonomischen und sozialen Regierungspolitik.
Sie hat internationale Preise gewonnen für den Gebrauch dieser Plattformen, mit denen sie die Stärkung der Jugend in der digitalen Welt förderte.

## Nach der Regierung
2016 wurde Karboul Generalsekretärin des Maghreb Economic Forum, ein unabhängiges und unparteiisches Non-Profit-Unternehmen, das darauf abzielt, eine inklusivere und nachhaltigere Volkswirtschaft in der Maghreb-Region zu entwerfen, indem es Führern hilft, Herausforderungen wie gesellschaftliches Wachstum, die Gleichstellung der Geschlechter und ökonomische Reformen, mit einer innovativeren Herangehensweise anzugehen. 
Auf ihrer Website erklärt Karboul, dass es ihre Pflicht sei, „sowohl der tunesischen Forschung und Entwicklung, der Implementierung demokratischer, sozialer und ökonomischer Reformen und Strategien ein Gesicht zu geben, als auch die Institutionen mit anderen Körperschaften zu vernetzen, Kooperationen einzuleiten und Unterstützer zu gewinnen, um somit Fortschritt und Entwicklung für die tunesische Gesellschaft und die ganze Region zu fördern.“
In einem Interview mit der Boston Consulting Group 2016 teilte sie ihre Vision für die Jugend Tunesiens. „Angesichts unserer individuellen und kollektiven Stärke glauben wir, dass wir daran arbeiten müssen, unsere Region umzustrukturieren“, so Karboul. „Unsere jungen Menschen verdienen eine bessere Zukunft. Ich träume von einer Zeit, wo die Menschen dieser Region eine anständige Ausbildung genießen werden, wo es reichlich Jobs, Gesundheit und eine gute Lebensqualität geben wird, und wo Tunesien im Besonderen ein führendes Licht sein wird für andere arabische Nationen.“
Im September 2016 wurde Karboul als eine der 20 weltweiten Führungskräfte ernannt, die die internationale Kommission zur Finanzierung globaler Bildungschancen leiteten. Die Kommission, welche fünf ehemalige Präsidenten und Premierminister mit einschließt, außerdem drei Nobelpreisträger, wurde erschaffen, um den weltweiten Finanzierungsmangel für Bildung umzukehren. „Unsere Mission war“, so Karboul, „bahnbrechende Lösungen voranzubringen, um die globale Bildungskrise zu beenden. Was wir fanden war eindeutig: inklusive Bildung – Bildung, die jedes Kind erreicht, vor allem diejenigen, die am meisten Gefahr laufen keine Bildung zu bekommen wie arme und diskriminierte Kinder, Mädchen, und solche, die sich vielfältige Benachteiligungen ausgesetzt sehen – ist das essentielle Mittel, das ökonomische Stagnation, politische Instabilität, Konflikte, Migration, Geschlechterungleichheit, Korruption, vermeidbare Krankheiten und Unzufriedenheit, die auf Ungleichheit basiert, bekämpfen kann.“
Karboul erklärte in einem gesonderten Interview, dass sie glaubt, dass eine Bildungsreform entscheidend ist, da neue Generationen weiter hinter der Bildungskurve zurückbleiben. „Bis jetzt wurde Bildung als eine absolut nationale Angelegenheit angesehen – ohne es jemals wirklich auf die globale Agenda geschafft zu haben“, meinte Karboul. „Wir haben vor uns, wie wir 124 Millionen Kinder und Jugendliche erstmals in die Schule bekommen, und was und wie wir die anderen 250 Millionen unterrichten sollen, die schon in der Schule sind, aber die nicht genug lernen. Wenn wir es versäumen heute zu handeln, werden wir viele zukünftigen Generationen verlieren.“

## Persönliches
Karbouls Vater, Mohamed Karboul, war Staatssekretär in der Regierung Baccouche (1987–1989) und Botschafter Tunesiens in der BRD.
Sie war  mit dem deutschen Ingenieur Marcus Gottschalk verheiratet. Sie hat zwei Töchter.
Karboul spricht sieben Sprachen, darunter fließend Arabisch, Französisch, Englisch und Deutsch, und hat außerdem Kenntnisse in Spanisch, brasilianischem Portugiesisch und Griechisch.

## Vorträge und Publikationen
Karboul hat zahlreiche Vorträge gehalten und ist in vielen Publikationen erschienen, oft um Fortschritte in der Unternehmensführung und der Bildung voranzutreiben. Sie setzt sich für Innovation ein als ein Mittel, Themen wie Beschäftigung, politische Instabilität und ökonomische Reformen zu überwinden.
Beim TEDx Berlin Event 2015 mit dem Titel „Wie Leader in einer komplexen Welt gedeihen“ diskutierte Karboul einige ihrer Ideen ihres kurz davor erschienenen Buches Coffin Corner. „Es braucht nur eine App, um eine ganze Industrie belanglos zu machen“, sagte sie, und erklärte, dass Führungskräfte, die sich zu sehr auf Planung und Kontrolle verlassen, zu kämpfen haben, in einem sich ständig verändernden Markt zu bestehen.
Bei einer Syrien und die Region unterstützenden Konferenz in London 2016 beschrieb Karboul als Key Note Speaker, was der Schlüssel ist, mit welchem viele der die Region plagenden Probleme umgekehrt werden können. „Es gibt einen Zauberschlüssel, mit dem der Raum der Möglichkeiten geöffnet werden kann, der Raum der Sicherheit, und der Raum langanhaltender Stabilität – und dieser Schlüssel heißt Bildung. Bei der klassischen Vorgehensweise zu bleiben, Schulen zu bauen und Lehrer anzustellen, ist nicht schnell und nicht effektiv genug. Heutzutage, mittels Technologie, können wir die Bildung und sogar die Schule zu den Kindern bringen – wenn wir die Kinder schon nicht in die Schule bringen können.“